# Ladong
Ladong is een bestuurslaag in het regentschap Aceh Besar van de provincie Atjeh, Indonesië. Ladong telt 2135 inwoners (volkstelling 2010).